# يوتو ميساو
يوتو ميساو (باليابانية: 三竿 雄斗) (16 أبريل 1991 في موساشينو في اليابان – )؛ هو لاعب كرة قدم ياباني سابق كان يلعب كمدافع.

## وصلات خارجية
- يوتو ميساو على موقع رابطة كرة القدم اليابانية للمحترفين (اليابانية)
- يوتو ميساو على موقع قاعدة بيانات كرة القدم.إي يو (الإنجليزية)
- يوتو ميساو على موقع Soccerway.com (الإنجليزية)
- يوتو ميساو على موقع عالم كرة القدم.نت (الإنجليزية)
- يوتو ميساو على موقع كووورة